# Soierngroep
De Soierngroep is een kleine bergketen aan de noordwestelijke zijde van het Karwendelgebergte bij Krün in de Duitse deelstaat Beieren. De keten is vernoemd naar de hoogste bergtop, de 2257 meter hoge Soiernspitze.
De bergen omsluiten een hoefijzervormig dal, de Soiernkessel. In dit dal ligt op 1616 meter hoogte het Soiernhaus van de Deutsche Alpenverein, dat 65 slaapplaatsen heeft. Dicht bij deze hut liggen twee meren, de Soiernsee en de Soiernlache. Het Soiernhaus was oorspronkelijk door Lodewijk II van Beieren ingericht als jachthuis.

## Bergtoppen
- Soiernspitze (2257 m)
- Reißende Lahnspitze (2209 m)
- Soiernschneid (2174 m)
- Krapfenkarspitze (2110 m)
- Feldernkopf (2071 m)
- Schöttelkarspitze (2050 m)
- Dreierspitze (1962 m)
- Baierkarspitze (1909 m)
- Lausberg (1855 m)
- Fermerskopf (1851 m)
- Galgenstangenkopf (1806 m)